# Eurata picta
Eurata picta là một loài bướm đêm thuộc phân họ Arctiinae, họ Erebidae.